# Pelican Rapids
Pelican Rapids est une ville située dans le comté d'Otter Tail, Minnesota, États-Unis. Elle comptait 2 464 habitants au recensement de 2010.

## Histoire

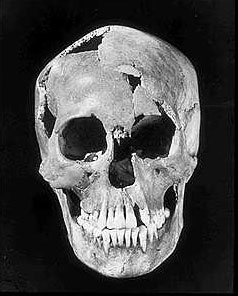
Crâne de la « femme du Minnesota ».

Le 16 juin 1931, on a découvert à l'occasion du creusement d'une route un squelette humain, bientôt surnommé la « femme du  Minnesota ». Ce squelette a été identifié par l'anthropologue Albert Jenks, de l'Université du Minnesota, comme étant celui d'une jeune fille remontant à 8 000 ans, ce qui est beaucoup plus ancien que les dates admises à l'époque pour l'occupation humaine en Amérique du Nord.
Les scientifiques considèrent aujourd'hui la jeune fille comme une paléoindienne dont les ancêtres ont traversé le pont terrestre de la Béringie durant la glaciation du Pléistocène. La  datation par le carbone 14 date ses ossements environ 8 000 ans avant aujourd'hui, à peu près 7890 ±70, près de la limite de la période archaïque orientale.